# Bruno da Osimo
Bruno da Osimo, nome d'arte di Bruno Marsili (Osimo, 2 marzo 1888 – Ancona, 11 aprile 1962), è stato un incisore e scrittore italiano.
È stato un artista dalla vastissima produzione xilografica, contraddistinta da un intimo lirismo profondamente religioso e a tratti mistico. Le sue illustrazioni poste a corredo di libri rivelano un sentire che non considera il libro soltanto come un oggetto d'uso, ma come un'opera d'arte in cui il testo deve essere in stretto rapporto con la grafica e le decorazioni. 
Oltre che incisore di legno è stato anche disegnatore di ceramiche e di progetti per mobili, per lavori in ferro battuto e per produzioni artigianali in cuoio lavorato.

## Biografia
Bruno Marsili era l'ultimo dei dodici figli di Luigi, falegname, e di Annunziata Papini, tessitrice. Già da bambino aveva rivelato le sue spiccate capacità artistiche, ma a causa della povertà la sua famiglia non poté mantenerlo agli studi all'Accademia: conseguì allora un diploma di Scuola Tecnica con il quale iniziò a lavorare come insegnante. Nel frattempo si dedicava allo studio del disegno dal vero e all'incisione.
Nel 1916, con la Prima Guerra Mondiale, è chiamato alle armi come ufficiale e destinato a Plezzo: anche in questa occasione, quando ne ha il tempo, esegue disegni ed incisioni del paesaggio e della vita al fronte. Firma questi lavori come Bruno da Osimo, pseudonimo che userà per tutta la vita.
Nel 1918, a guerra conclusa, viene presentato ad Adolfo De Carolis. Dopo questo incontro nasce in lui l'interesse per la Xilografia e comincia a dedicarsi all'incisione di ex libris.
Torna all'insegnamento ad Ancona dove, con il poeta Mario Blasi, fonda la rivista Il Desco. Prosegue con l'attività di xilografo partecipando a diverse esposizioni e fornendo illustrazioni per diversi editori, tra cui la famosa Eroica e la stessa Xilografia.
Si ricordano poi le splendide illustrazioni per Le Aquile Feltresche (1927) e quelle per Il Giovine Re di Oscar Wilde (1928).
Nel 1933 sposa Alma Andreani ammiratrice delle sue incisioni e che lo aiuta organizzandogli mostre, ma che tre anni dopo lo lascia vedovo; questa è il primo di una serie di lutti che accompagneranno la sua vita.

Allo scoppio della Seconda Guerra Mondiale è volontario a Pola col grado di capitano. È congedato nel 1943 e fa ritorno nelle Marche. 

Nel 1944 perde un fratello ed i nipoti, vittime della guerra.
Nel dopoguerra torna ad insegnare fino al pensionamento nel 1946, quando prenderà a dedicarsi solo alla sua produzione d'arte fino alla sua morte.

## Curiosità
Quando iniziò ad incidere i suoi primi ‘'ex libris'’ l'artista era solito contrassegnarli con una stella, ma, dopo la prematura morte nel 1936 della moglie Alma, aggiunse una seconda stella a contrassegno delle sue incisioni. 

Le stelle divennero tre nel 1938 alla morte della sorella Anita a cui era legatissimo.
Nella seconda metà degli anni '50 un noto produttore di Verdicchio chiese a Marsili di disegnare un'etichetta per la famosa anfora appositamente creata dall'architetto milanese Antonio Maiocchi nel 1953. L'etichetta xilografata con motivi di impronta greca, nel segno di una coerente rivisitazione dei modelli classici, è rimasta sulla bottiglia per più di cinquant'anni fino al restyling avvenuto qualche anno fa.

## Bruno da Osimo nei musei
- Museo civico sez. arte moderna e contemporanea di Osimo (AN)